# Min søsters børn i sneen
Min søsters børn i sneen er en dansk film fra 2002, instrueret af Tomas Villum Jensen og skrevet af Michael Asmussen og Søren Frellesen.
Filmen er en opfølger til Min søsters børn fra 2001 og opfølges af Min søsters børn i Ægypten fra 2004.

## Handling
Børnepsykologen Erik Lund indvilliger igen i at passe sin søsters unger. Sammen med de fem ældste børn tager onkel Erik til Norge på skiferie. De erfarer snart, at fru Flinth sammen med tre veninder er på kur- og kulturophold på samme hotel. Udsigten til en uge i selskab med Fru Flinth er mere end børnene kan bære, så de begynder straks at udvikle kreative ideer...
- Skisportsområdet i Geilo, hvor familien står på ski i filmen

## Medvirkende
- Peter Gantzler som Onkel Erik
- Wencke Barfoed som Mor
- Niels Olsen som Far
- Stefan Pagels Andersen som Jan
- Mikkel Sundø som Michael
- Lotte Andersen som Fru Flinth
- Ida Dwinger som Regitze
- Michelle Bjørn Andersen som Fie
- Benedikte Maria Mouritsen som Pusle
- Joy-Maria Frederiksen som Elisabeth
- Joachim Knop som Falckmand
- Kristian Halken som Trylle-Johannes
- Birthe Neumann som Ejendomsmægler
- Asger Reher som Hr. Børgesen
- Claus Strandberg som Fejemand
- Michael Asmussen som Dan
- Neel Rønholt som Amalie
- Per Christian Ellefsen som Bjørn, norsk hoteldirektør

## Eksterne Henvisninger
- Min søsters børn i sneen på Internet Movie Database (engelsk)
- Min søsters børn i sneen på Filmdatabasen
- Min søsters børn i sneen på danskefilm.dk
- Min søsters børn i sneen på danskfilmogtv.dk
- Min søsters børn i sneen på Scope
- Min søsters børn i sneen i Svensk Filmdatabas (svensk)
- Min søsters børn i sneen på MovieMeter (nederlandsk)
- Min søsters børn i sneen på The Movie Database (engelsk)
- Min søsters børn i sneen på Rotten Tomatoes (engelsk)